# Mikio Taka
Mikio Taka (jap. 高 幹雄, Taka Mikio; * 30. Oktober 1978 in Hakodate) ist ein japanischer Künstler.

## Leben
Mikio Taka zählt zu den jüngsten Finalisten, die 1998 für den Sapporo Contemporary Art Award ausgewählt wurden. Seine Werke wurden in Gruppenausstellungen in der Proposition Gallery in New York, im Hokkaido Museum of Modern Art, in der Super Deluxe Gallery in Tokio und in der CAI Galerie in Hamburg (jetzt Mikiko Sato Gallery) ausgestellt. Im Sommer 2004 verlieh der Hamburger Kultursenator Mikio Taka einen Atelieraufenthalt, damit er neue Kunstwerke schaffen konnte, die 2005 in einer Gruppenausstellung über zeitgenössische japanische Kunst im Kunsthaus Hamburg ausgestellt wurden.

## Werk
Mikio Takas Zeichnungen kombinieren figuratives Zeichnen und traumähnliche Landschaften. Sein Werk umfasst eine weite Bandbreite: von minimalistischen Tuschezeichnungen bis hin zu dreidimensionalen Arbeiten. Eine Anhäufung von immer wiederkehrenden Formen und Figuren taucht in seinen Werken auf, um ein eigenes Paradies zu schaffen, das auf den ersten Blick digital erzeugt zu sein scheint. Mit Hilfe dieser Elemente interpretiert der Künstler seine Betrachtungsweise von Landschaft als amöbenartigen Organismus, die den Betrachter hypnotisiert und fasziniert.

## Soloausstellungen
- 2003: "A dream, or not", FITS/CORE, Sapporo, Japan
  - "FUCK FUCK YOU", CAI-Contemporary Art Institute, Sapporo, Japan
  - "I saw the ghost of flowers", Kaneido, Sapporo, Japan
  - "I did the CD jacket for BAZRA", Gallery Macro, Sapporo, Japan
- 2002: "Tsubaki" Gallery Marble, Sapporo, Japan
- 2001: Galerie Macro, Sapporo, Japan
- 1999: "An exhibition of Taka Mikio by Taka Mikio for Taka Mikio", Galerie Zoomit, Sapporo, Japan
- 1998: "Minister Karinto" Recent Art School Solo Exhibition Series, Recent Museum of Contemporary Art, Sapporo, Japan
- 1997: "Taka Mikio Exhibition", Recent Museum of Contemporary Art, Sapporo, Japan

## Gruppenausstellungen
- 2003: "Sapporo Art Exhibition: Sapporo Art 2003, 19+1 Artists" Attempt" Sapporo Citizen’s Gallery, Sapporo, Japan
  - "SCHAU DER MEISTERKLASSEN", CAI-Contemporary Art International, Hamburg, Germany
  - "Wanna Artworks for myself -U50,000-" C.A.I Contemporary Art Institute, Sapporo, Japan
- 2002:"Northern Elements (SKY)", Gallery Monma, Sapporo
  - "Two persons show", Gallery Yu, Tokyo
  - "AMUSE LAND 2002", Hokkaido Museum of Modern Art, Sapporo, Japan
- 2001:"Nagoya Contemporary Art Fair-Ausstellungsraum2 Booth", Nagoya Citizen’s Gallery, Nagoya, Japan
  - "An Answer From 43° N 141° 21′E 5 Artist From Northern Japan", Hamburg
  - "A BRIGHT FUTURE", CAI-Contemporary Art Institute, Sapporo, Japan
- 2000: "Nagoya Contemporary Art Fair-Ausstellungsraum2 Booth", Nagoya Citizen’s Gallery, Nagoya, Japan
  - "Tokyo Complex", CAI-Contemporary Art Institute, Sapporo, Japan
- 1999: "Doraeman" Recent Art School Group Show, Recent Museum of Contemporary Art, Sapporo, Japan
  - "T-shirt Wars" Gallery Zoomit, Sapporo, Japan
  - "Kunst in Handgepaeck", Fundbureau, Hamburg, Germany
  - "Japanische Identitat", Ausstellungsraum tauben strasse 13, Hamburg, Germany
  - "Something happened in Hamburg", CAI-Contemporary Art Institute, Sapporo, Japan
- 1997: "Reincarnation", Recent Gallery, Sapporo, Japan
  - "Art Relay", 4 Chome Plaza Exhibition Hall, Sapporo, Japan

## Auszeichnungen
- 1998: Sapporo Contemporary Art Award – Finalist
- 1996: Dom Art Competition – First Runner up
  - Sapporo Art Annual ’97 – Mayor’s Prize
  - 4 Chome Plaza, Love Collection – Illustration Section, First Prize